# Eremopodium sundense
Eremopodium sundense là một loài thực vật có mạch trong họ Aspleniaceae. Loài này được (Blume) Trevis. miêu tả khoa học đầu tiên.